# Isodontia
Isodontia is een geslacht van vliesvleugelige insecten van de familie Langsteelgraafwespen (Sphecidae).

## Soorten
- I. mexicana (Saussure, 1867)
- I. paludosa (Rossi, 1790)
- I. splendidula (A. Costa, 1858)